# Фудбалска репрезентација Холандских Антила
Фудбалска репрезентација Холандских Антила (хол. Nederlands-Antilliaans voetbalelftal) је била репрезентација некадашњих Холандских Антила. Била је под контролом Фудбалског савеза Холандских Антила скраћено НАВУ. НАВУ су чинили Курасао и Бонер. Аруба се одвојила 1986. године и имала свој тим.
Тим Холандских Антила никада се није пласирао на Светско првенство у фудбалу. Земља је успела да заузме треће место на шампионатима КОНКАКАФа 1963. и 1969. године.

## Историја
Под именом Курасао, тим је одиграо своју прву међународну утакмицу 1934. године (против Суринама, које је тада још увек било у саставу Краљевине Холандије) и наставио је да користи назив Курасао до квалификација за Светско првенство 1958. године, иако се назив области променио из „Територија Курасао“ у „Холандски Антили“ 1948. године.

## Нестанак државе
Холандски Антили су 10. октобра 2010. године распуштени као јединствени политички ентитет, а пет конститутивних острва је преузело нове уставне статусе у Краљевини Холандији , формирајући 2 нове земље (Курасао и Свети Мартин) и 3 нове посебне општине Холандије (Бонер, Саба и Свети Еустахије).
У тренутку распуштања, репрезентација је требала да се такмичи на квалификационом турниру за Карипско првенство 2010. године, али се ипак такмичио под постојећим именом али непостојеће држааве. Фудбалска репрезентација Светог Мартина, као и фудбалска репрезентација Бонее већ су чланови КОНКАКАФа, али нису чланови ФИФАе. Фудбалска репрезентација Курасао заузела је место Холандских Антила као члан ФИФА.

## Национални тимови

### Репрезентације наследнице
ФИФА и КОНКАКАФ признају Курасао директним наследником Холандских Антила. Преостала два тима су прихваћени као пуноправни чалнови организација.
| Држава                         | ФИФА           | Такмичење                   | коло          |
| ------------------------------ | -------------- | --------------------------- | ------------- |
| Курасао (2011-данас)           | (члан од 2011) |                             |               |
| Курасао (2011-данас)           | (члан од 2011) | Конкакафов златни куп 2017. | Групна фаза   |
| Курасао (2011-данас)           | (члан од 2011) | Конкакафов златни куп 2019. | Четвртфинале  |
| Курасао (2011-данас)           | (члан од 2011) | Конкакафов златни куп 2021. | Квалификовала |
| Свети Мартин Хол. (2010-данас) | (члан од 2010) |                             |               |
| Бонер (2010-данас)             | (члан од 2010) |                             |               |

## КОНКАКАФ шампионат
- 1963. – 3. место
- 1965. – 5. место
- 1967. – Није се квалификовала
- 1969. – 3. место
- 1971. – Одустала
- 1973. – 6. место
- 1977. до 1989. – Није се квалификовала

| Година | Коло | Ута. | Поб. | Нер.* | Изг. | ГД | ГП |
| ------ | ---- | ---- | ---- | ----- | ---- | -- | -- |
| 1963   | -    | 6    | 3    | 0     | 3    | 10 | 8  |
| 1965   | -    | 5    | 2    | 0     | 3    | 4  | 16 |
| 1969   | -    | 5    | 2    | 1     | 2    | 9  | 12 |
| 1973   | -    | 5    | 0    | 2     | 3    | 4  | 19 |
| Укупно | 4    | 21   | 7    | 3     | 11   | 27 | 55 |

## Куп Кариба
- 1989. – Четврто масто
- 1990. – Није се квалификовала
- 1991. – Није учествовала
- 1992. – Није се квалификовала
- 1993. – Одустала
- 1994. – Није учествовала
- 1995. до 1997 – Није се квалификовала
- 1998. – Групна фаза
- 1999. – Није се квалификовала
- 2001. – Није учествовала
- 2005. – Одустала
- 2007. до 2010. – Није учествовала

## Резултати против других нација
До 31. маја 2012.
| Репрезентација           | Утакмица | Победе | Нерешене | Изгубљене |
| ------------------------ | -------- | ------ | -------- | --------- |
| Хаити                    | 18       | 1      | 4        | 13        |
| Тринидад и Тобаго        | 17       | 1      | 6        | 10        |
| Суринам                  | 16       | 5      | 4        | 7         |
| Салвадор                 | 16       | 1      | 4        | 11        |
| Костарика                | 15       | 3      | 1        | 11        |
| Мексико                  | 12       | 2      | 3        | 7         |
| Јамајка                  | 10       | 4      | 3        | 7         |
| Хондурас                 | 10       | 2      | 4        | 4         |
| Куба                     | 9        | 6      | 1        | 2         |
| Антигва и Барбуда        | 9        | 5      | 2        | 2         |
| Гватемала                | 9        | 2      | 5        | 2         |
| Никарагва                | 7        | 6      | 0        | 1         |
| Панама                   | 7        | 4      | 1        | 2         |
| Венецуела                | 6        | 3      | 1        | 2         |
| Гвајана                  | 6        | 1      | 1        | 4         |
| Порторико                | 4        | 4      | 0        | 0         |
| Гренада                  | 4        | 1      | 3        | 0         |
| Сједињене Државе         | 4        | 0      | 2        | 2         |
| Аруба                    | 2        | 1      | 1        | 0         |
| Доминиканска Република   | 2        | 0      | 1        | 1         |
| Холандија                | 2        | 0      | 1        | 1         |
| Света Луција             | 1        | 0      | 1        | 0         |
| Сент Винсент и Гренадини | 1        | 0      | 1        | 0         |
| Аргентина                | 1        | 0      | 0        | 1         |
| Барбадос                 | 1        | 0      | 0        | 1         |
| Бермуди                  | 1        | 0      | 0        | 1         |
| Кајманска Острва         | 1        | 0      | 0        | 1         |
| Укупно                   | 191      | 52     | 50       | 89        |